# Enrens
El poble desaparegut d'Enrens pertany a l'antic terme d'Espluga de Serra, agregat el 1970 al terme municipal de Tremp. Forma part de l'enclavament d'Enrens i Trepadús, que el 1812 havia estat declarat ajuntament.
En efecte, entre 1812, arran de l'aplicació de la Constitució de Cadis, Enrens i Trepadús formaren ajuntament, que desaparegué en una data encara indeterminada anterior al 1847, ja que el nombre de veïns (caps de família) era només de 2, i així no podia mantenir la independència municipal. En un primer moment s'uní a Casterner de les Olles, i el febrer del 1847 aquest ajuntament s'agregà al d'Espluga de Serra, juntament amb Aulàs, Castellet, Llastarri, els Masos de Tamúrcia i la Torre de Tamúrcia.
El poble havia nascut a redós del castell d'Enrens, del qual es conserven pocs vestigis, potser com a poble castral seu. El 1787 hi havia 7 habitants entre Enrens i Trepadús. Trepadús, que havia tingut categoria de quadra, pertanyia al monestir de Santa Maria de Lavaix.
A començaments del segle xxi l'antic poble d'Enrens ha desaparegut del tot, i només queda el topònim com a testimoni del seu emplaçament.
L'església d'Enrens era sufragània de la parroquial de Casterner de les Olles. També en depenia la capella de Trepadús, dedicada a la Santíssima Trinitat.

## Etimologia
Enrens és un dels topònims d'origen basc, com molts d'altres presents a les terres pirinenques. Joan Coromines postula el seu origen en errentze, derivat col·lectiu d'erren (espina, punxa). Així, doncs, Enrens equivaldria a espinegar, bosquet de bardisses i esbarzers.
El topònim és documentat des del 979 (Enrrenses), i apareix escrit amb diverses variants al voltant d'aquesta forma en documents dels segles xi i xii: Enrrense, Enrés, Enrrens i fins i tot Rens.

## Història
Pascual Madoz passà per Enrens i Trepadús poc abans del 1845. Descriu l'enclavament com a localidad con ayuntamiento, Quan parla d'Enrens diu que el poble es compon d'una sola casa, ventilada als quatre vents, i en el terme hi ha una altra edificació, que és una casa de Monjes anomenada Trepadús, totes dues d'un sol pis i mala construcció. La casa de Trepadús té una capella, dedicada a la Santíssima Trinitat dins de la qual, per manca de cementiri, enterren els morts. Pertanyia al monestir de monjos bernats de Lavaix, però un cop extingit, els d'Enrens i Trepadús s'han d'espavilar per fer venir el capellà per als serveix setmanals. El terreny és muntanyós, aspre, pedregós i en general de mala qualitat. S'hi conreen uns 12 jornals de terra, practicant l'alternança de camps conreats i camps de guaret, atesa la pobresa de la terra. Les collites són de sègol, ordi i patates. Hi ha una mica de bestiar: ovelles, cabres i bous. Hi ha caça de perdius i molts conills. La població era de 2 veïns i 13 ànimes (vol dir dos caps de casa i tretze persones en total).